# 트란스니스트리아 대통령
트란스니스트리아 몰도바 공화국의 대통령(러시아어: Президент Приднестровской Молдавской Республики)은 트란스니스트리아의 국가원수이며, 트란스니스트리아군의 최고사령관이다. 트란스니스트리아 헌법에 의하면, 외국에 대해 트란스니스트리아를 대표하도록 되어 있다.
트란스니스트리아 국민의 직접 선거에 의하여 선출되며, 임기는 5년이다. 2011년부터는 중임(重任)까지만 가능하고, 3회 이상은 금지되었다.

## 역대 대통령 목록
| 역대 | 이름 (출생연도-사망연도)     | 사진             | 재임기           | 재임기           | 기간                    | 출생지                                        | 소속정당 |
| ---- | ---------------------------- | ---------------- | ---------------- | ---------------- | ----------------------- | --------------------------------------------- | -------- |
| 1    | 이고리 스미르노프 (1941- )   |                  | 1991년 12월 1일  | 1996년 12월 22일 | 20년 21일(7323일)       | 러시아 SFSR 캄차카주 페트로파블롭스크캄차츠키 | 무소속   |
| 1    | 이고리 스미르노프 (1941- )   | 1996년 12월 22일 | 2001년 12월 9일  |                  | 20년 21일(7323일)       | 러시아 SFSR 캄차카주 페트로파블롭스크캄차츠키 | 무소속   |
| 1    | 이고리 스미르노프 (1941- )   | 2001년 12월 9일  | 2006년 12월 10일 |                  | 20년 21일(7323일)       | 러시아 SFSR 캄차카주 페트로파블롭스크캄차츠키 | 무소속   |
| 1    | 이고리 스미르노프 (1941- )   | 2006년 12월 10일 | 2011년 12월 30일 |                  | 20년 21일(7323일)       | 러시아 SFSR 캄차카주 페트로파블롭스크캄차츠키 | 무소속   |
| 2    | 예브게니 솁추크 (1968- )     |                  | 2011년 12월 30일 | 2016년 12월 16일 | 4년 11개월 16일(1813일) | 몰도바 SSR 르브니차                           | 무소속   |
| 3    | 바딤 크라스노셀스키 (1970- ) |                  | 2016년 12월 16일 | 2021년 12월 17일 |                         | 러시아 SFSR 치타 주 자바이칼스키 군           | 무소속   |
| 3    | 바딤 크라스노셀스키 (1970- ) | 2021년 12월 17일 |                  |                  |                         | 러시아 SFSR 치타 주 자바이칼스키 군           | 무소속   |

## 같이 보기
- 트란스니스트리아의 총리